# 산청 사월리 석조여래좌상
산청 사월리 석조여래좌상(山淸 沙月里 石造如來坐像)은 대한민국 경상남도 산청군 단성면 사월리에서 출토되어, 진주시 금선암 본존(本尊)으로 봉안되어 있는, 남북국 시대 신라의 석조 여래 좌상이다.
1963년 1월 21일 대한민국의 보물 제371호 단성석조여래좌상(丹城石造如來坐像)으로 지정되었다가, 2010년 8월 25일 현재의 명칭으로 변경되었다.

## 개요
경상남도 산청군 단성면 사원리의 절터에 묻혀 있던 것을 1957년에 경남 진주의 금선암(金仙庵)으로 옮긴 것이다. 불상을 안치한 대좌(臺座)와 불상 뒤의 광배(光背)를 모두 갖추고 있으나 무릎 부분을 비롯하여 많은 부분이 깨진 상태이다.
머리에는 작은 소라 모양의 머리칼을 붙여 놓았으며 머리에 비해서 얼굴이 지나치게 길다. 어깨는 넓고 당당하나 허리를 너무 잘록하게 표현하여 어색한 느낌이 드는데, 이러 불상의 모습은 통일신라 후기에 유행하던 특징이기도 하다. 현재 무릎 부분이 깨졌기 때문인지 비례가 잘 맞지는 않지만 넓은 어깨, 당당한 가슴 등에서 박력있는 형태를 보여준다. 옷은 오른쪽 어깨를 드러내고 왼쪽 어깨에만 걸쳐 입고 있는데 옷주름에는 형식화가 심하다. 오른손은 손끝이 땅을 향하고 있으며, 배꼽 부근에 놓인 왼손에는 약합이 들려 있다. 따라서 이 불상은 약사여래불을 형상화한 것으로 보인다.
바깥 부분이 거의 깨진 광배에는 연꽃무늬, 구름무늬, 공양 올리는 모습 등이 새겨져 있다. 8각의 대좌에는 보살상과 신장상, 큼직한 연꽃무늬 등이 조각되어 있는데, 이 역시 통일신라 후기의 양식적 특징이라 하겠다. 아무튼 이 불상은 박력있는 통일신라 후기 불상의 귀중한 예로서 높이 평가된다.

## 갤러리

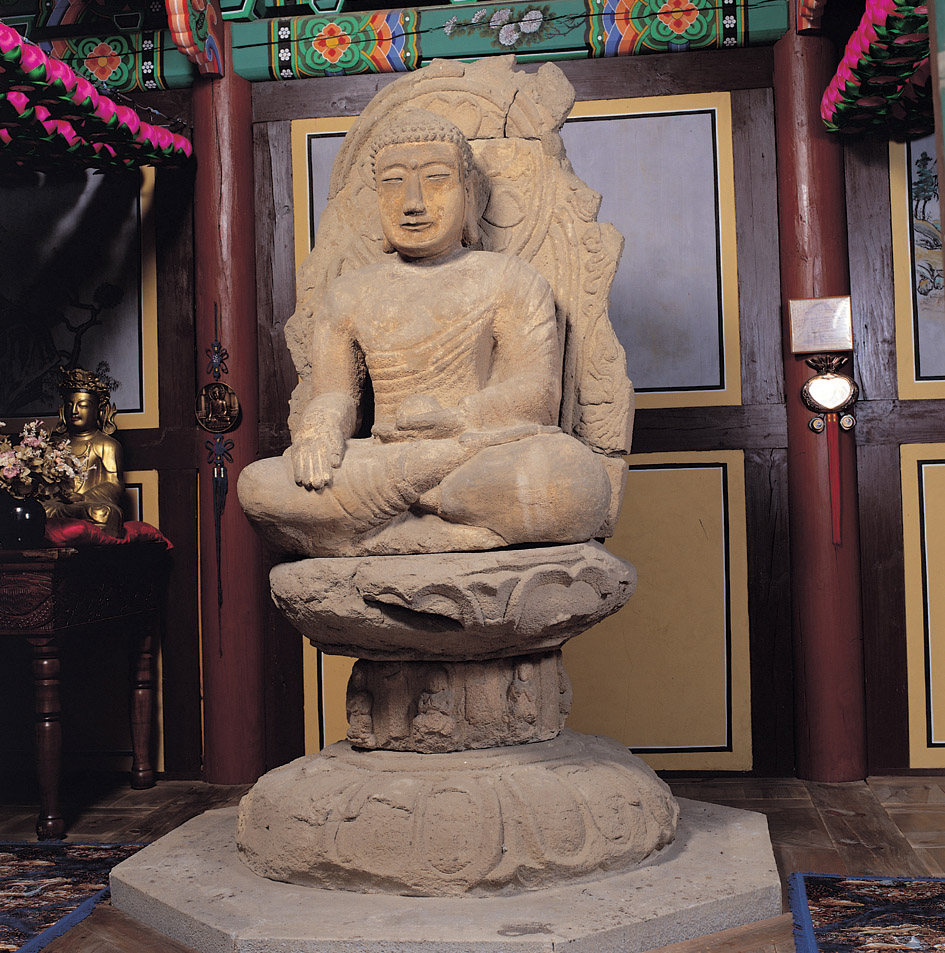
산청 사월리 석조여래좌상
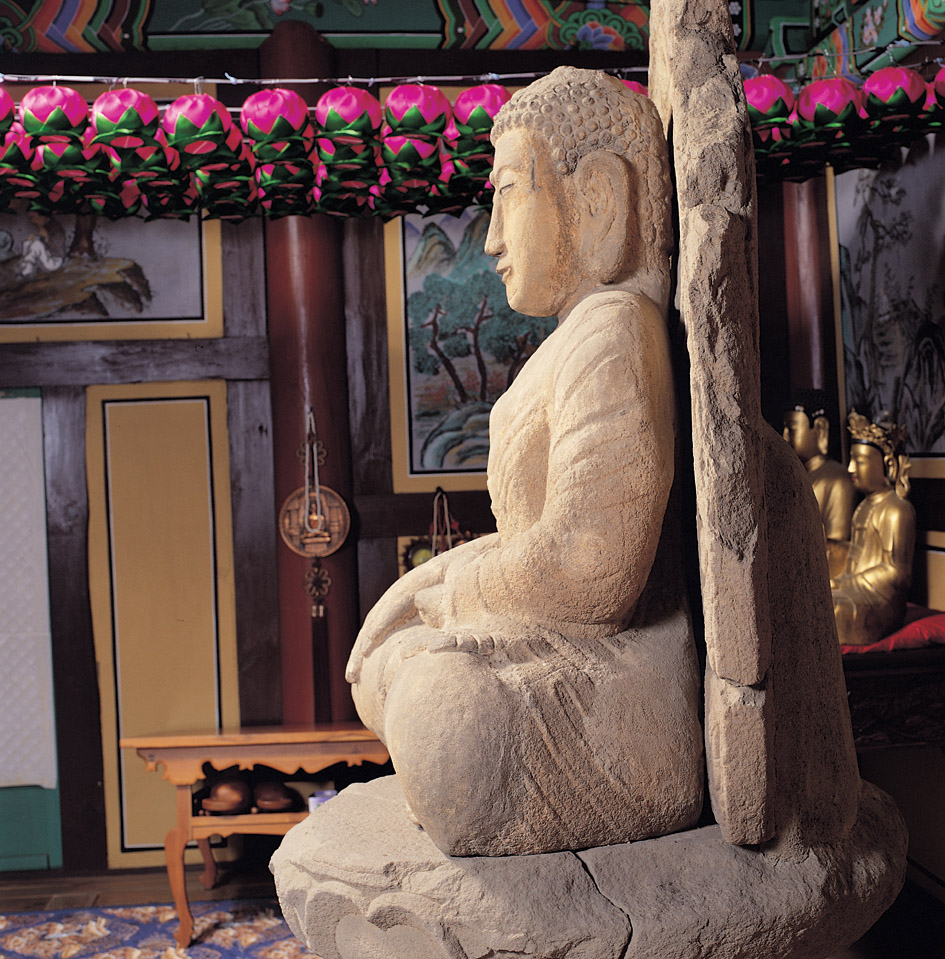
여래좌상 불신 측면
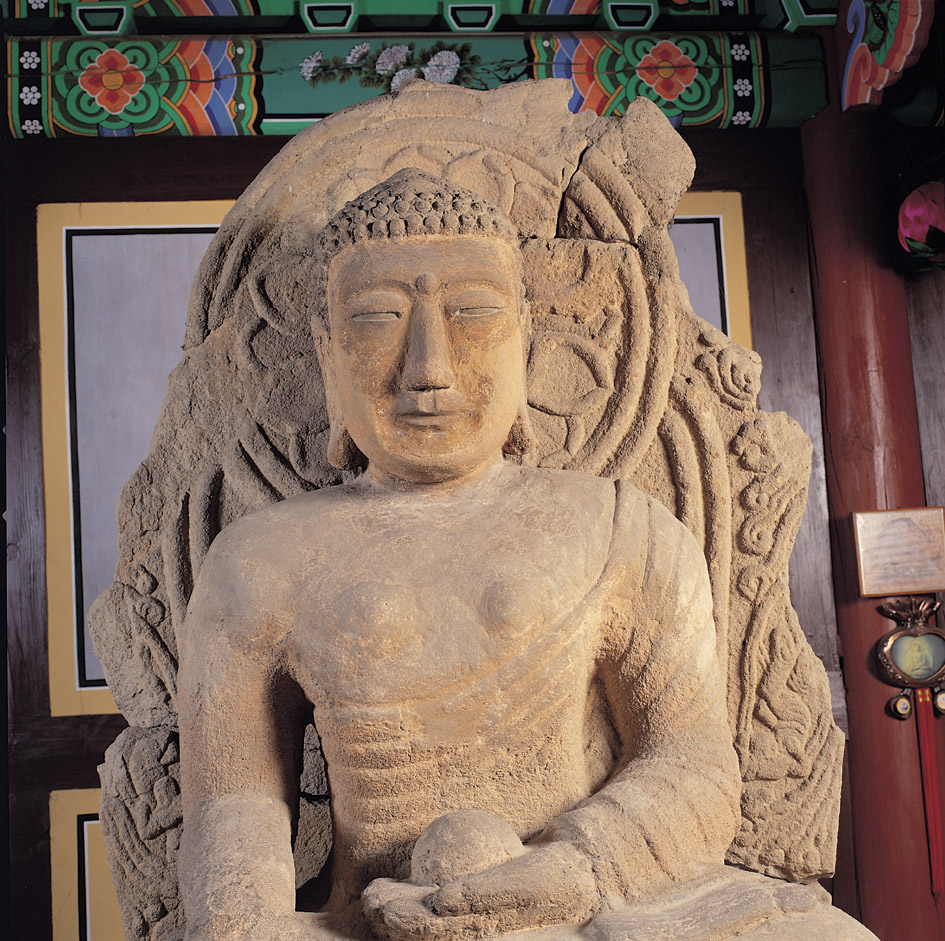
여래좌상 상반신과 광배
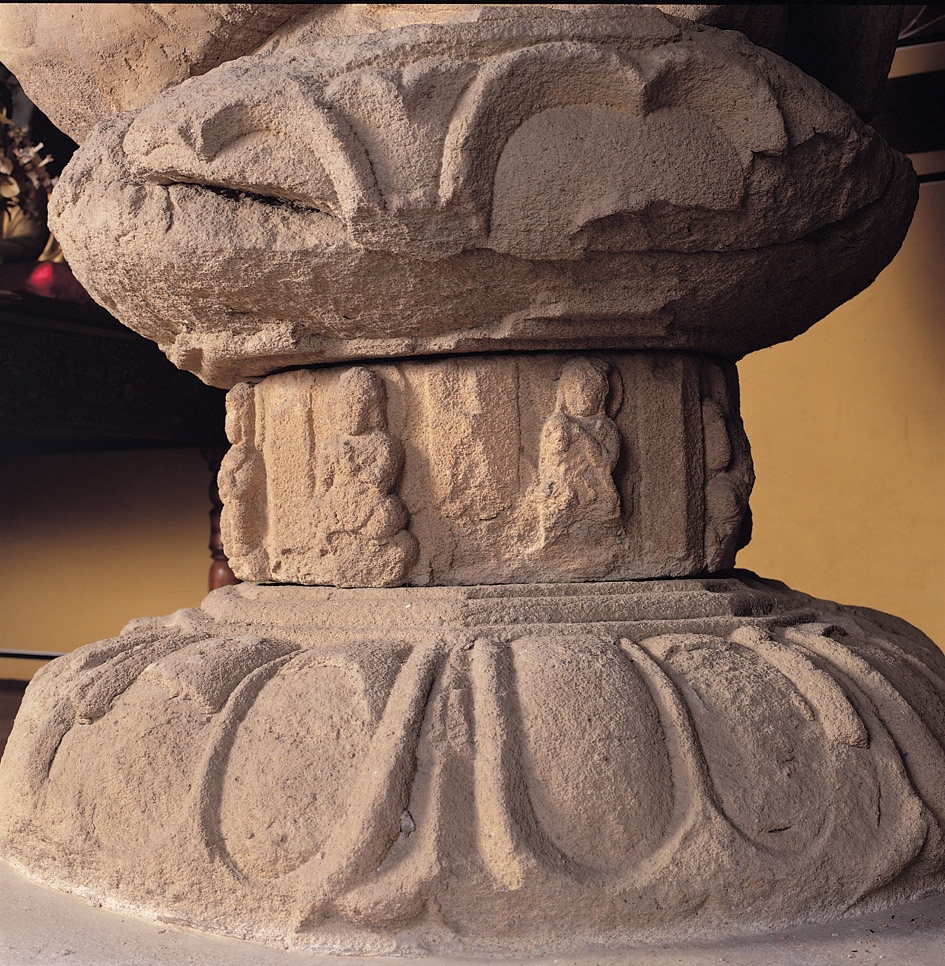
중대석의 조각이 선명한 여래좌상 대좌
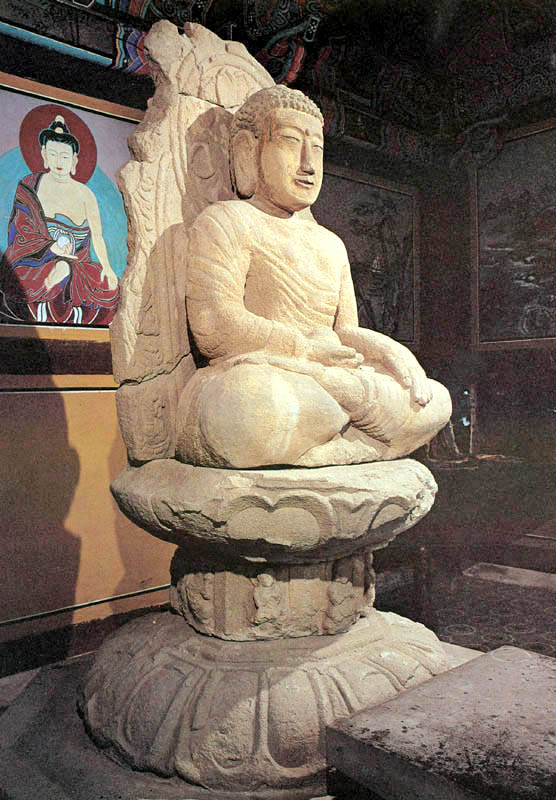
산청 사월리 석조여래좌상
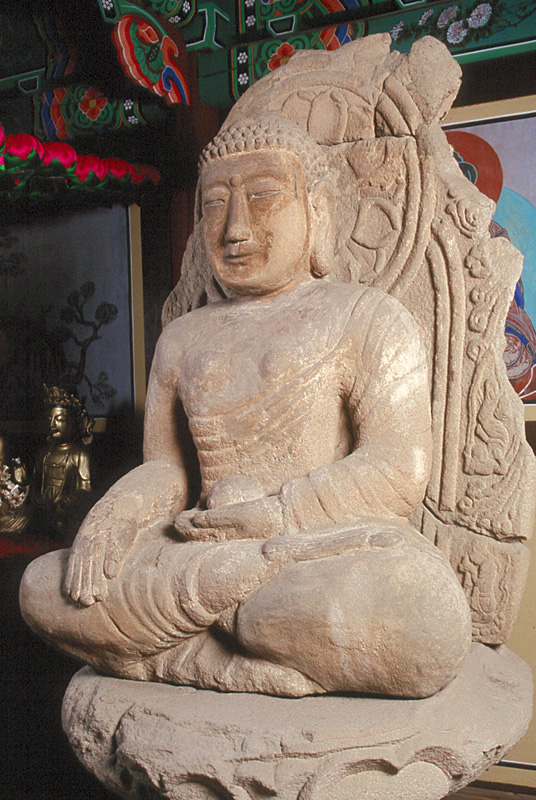
산청 사월리 석조여래좌상
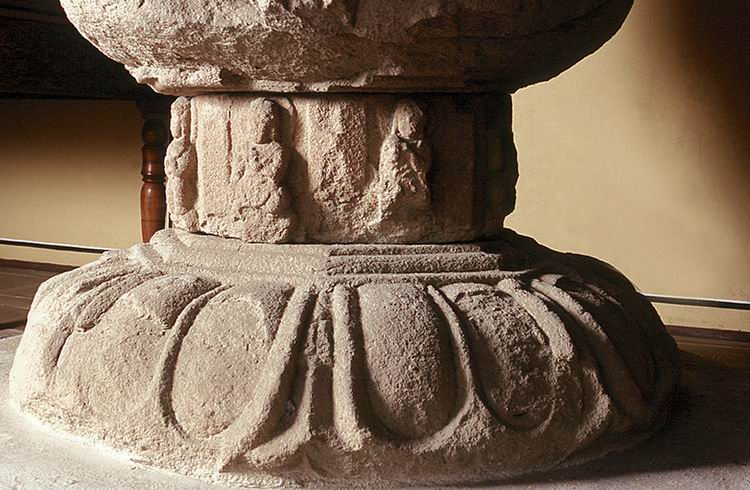
대좌

## 참고 문헌
- 산청 사월리 석조여래좌상 - 국가유산청 국가유산포털
- 이 문서에는 다음커뮤니케이션(현 카카오)에서 GFDL 또는 CC-SA 라이선스로 배포한 글로벌 세계대백과사전의 내용을 기초로 작성된 글이 포함되어 있습니다.